# Repülőgépek felfegyverzése az első világháborúban

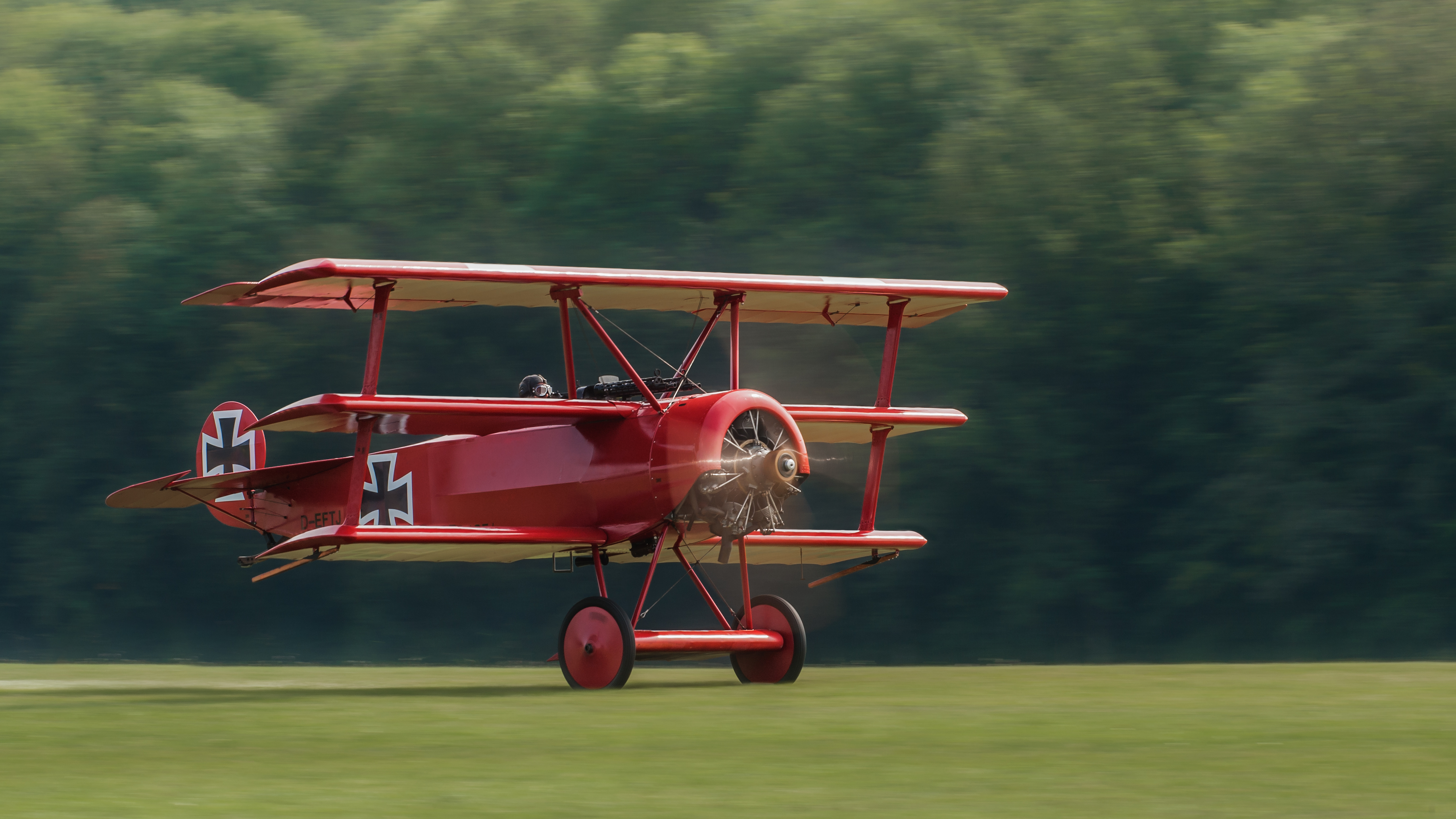
Fokker DR. 1 típusú vadászrepülőgép

1903-ban a Wright fivérek elkészítették az első működő, motoros repülőgépet. 11 év múlva, az első világháború kitörésekor a hadvezérek meglátták a lehetőséget a gépek harci alkalmazásában. Eleinte felderítésre használták őket, de hamar elkezdődtek az ellenséges repülőszakaszok közötti fegyveres konfliktusok.

## A gépek felfegyverzésének története
A világháború első hónapjaiban, amikor két ellenséges repülőgép találkozott egymással, a pilóták tétlenül nézték egymást. A géppuskák ideálisak lettek volna a gépek felfegyverzésére, de ezt az akkori motorok teljesítménye nem tette lehetővé. Később, hogy valamiféleképpen megvédjék magukat, téglákat és gránátokat hajigáltak egymás pilótafülkéjébe. Ez természetesen nem volt a legjobb megoldás, hisz elég nehéz egy, pár kilós téglával jól célozni, miközben a gép akár több száz kilométer/órával halad előre. 
Egy leleményes orosz pilóta, Alekszandr Kazakov azt találta ki, hogy a gépe hátsó végére ráköt egy zsinórt, melynek végén egy vashorog van, így amikor elhúz az ellenséges repülők felett, a horog szét fogja zúzni a gépek vászonból készült szárnyait. A találmányt elképzelése ellenére sose tudta alkalmazni, mivel ő maga sem mert ilyen közel repülni az ellenséghez.
Új ötletnek számított, hogy a pilótaülés mellé/mögé helyeztek egy másik kabint, egy lövész számára, aki pisztolyával az ellenséges pilótákat próbálta célba venni.
Ezt az ötletet tovább is fejlesztették, a gépek védelmét már az ülések köré szerkesztett, forgatható állványra párosával felszerelt pisztolyokkal igyekezték biztosítani. Ez sem bizonyult olyan hatásosnak, ugyanis a pisztoly egy önvédelmi közelharcfegyver, és nem repülőgépek felfegyverzésére találták ki.

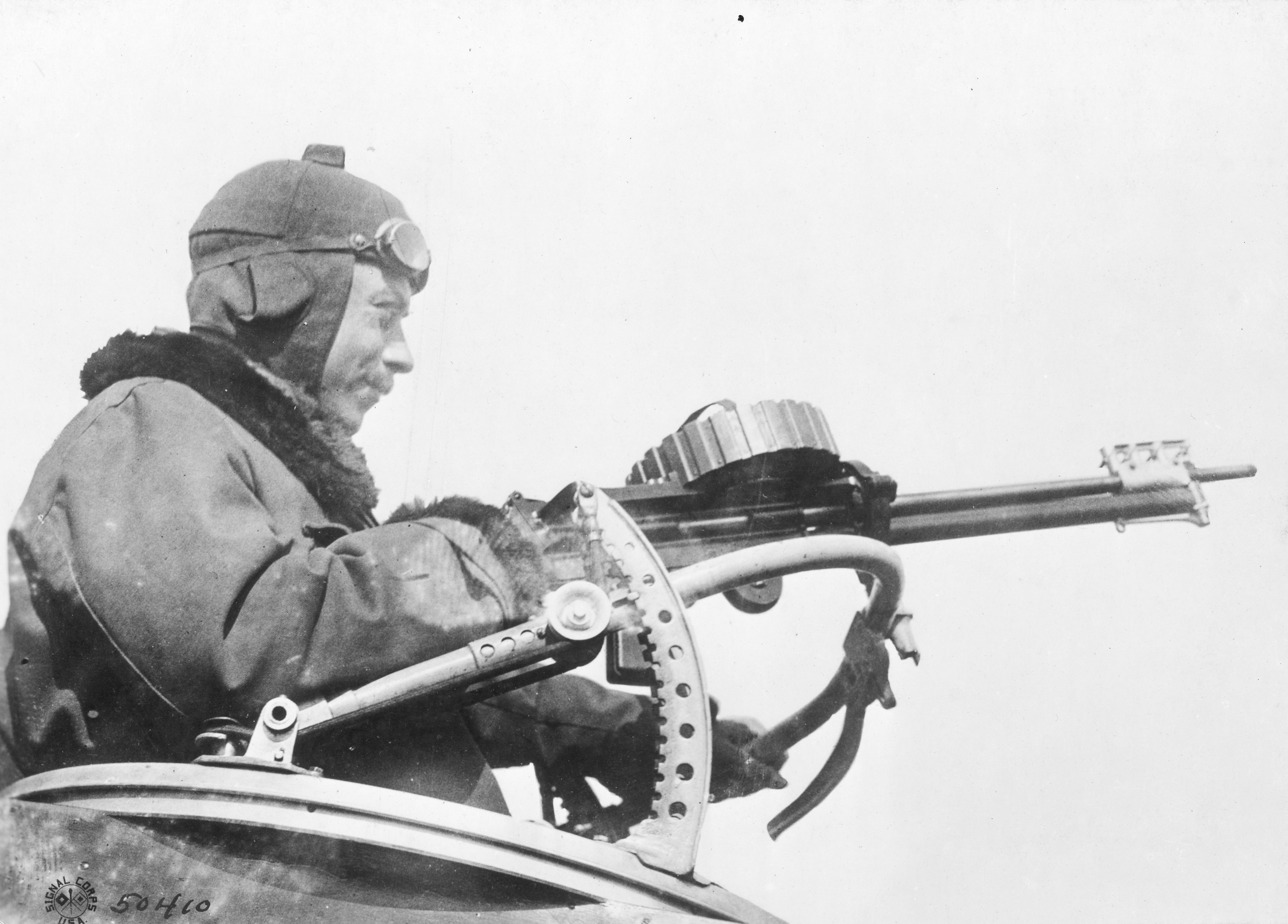
Repülőgépre telepített Lewis golyószóró

A következő nagy lépés a fejlődésben, az volt, amikor a repülők motorja már elég erős volt ahhoz, hogy elbírjon egy pilótát, egy lövészt és egy géppuskát. Ez már fejlett megoldás volt, 1916-ban már alkalmazták. A korabeli vászonból és fából épített repülőgépeket könnyen megrongálhatta egy géppuska. Azonban ennek a megoldásnak is volt egy hátulütője, mégpedig az, hogy lehetett olyan helyzet, amikor a lövész látta a célpontot, de a pilóta nem - mivel előre felé nézett - , így a géppuska kezelőjének kiabálnia kellett, hogy például fordulj balra, mert nem tudok lőni. Ezt a pilóta nagyon ritkán hallotta meg, a több száz kilométer/órás menetszélnek köszönhetően.
A végső megoldást az jelentette, hogy a géppuskákat a repülőgép orrába, fixen építették be, így ha a gépfegyvert el szeretnénk fordítani, akkor az egész géppel kanyarodni kell, ami jelentősen megkönnyítette a pilóták dolgát, hisz ők érezték a célt, nem volt szükség egy másik lövészre. Hogy a gépfegyverből kilőtt lövedék ne találja el a légcsavart, Anthony Fokker feltalált egy légcsavar-szinkronizáló eszközt. Ez egy egyszerű mechanikai megszakító volt, mely nem hagyta elsütni a fegyvert, míg csöve előtt van a légcsavar. Gyakran hivatkoznak Fokkerre, mint a szinkronizált gépfegyver kifejlesztőjére, jóllehet a német pilóta szerepe jelentős volt ennek a megoldásnak a kidolgozásában, azonban ez a találmány számos korábbi fejlesztésen alapult.

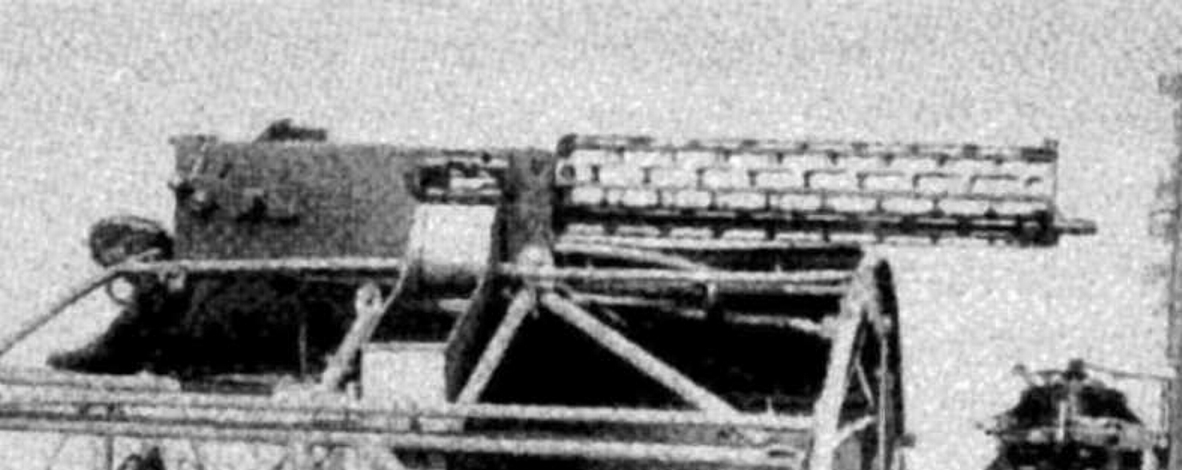
Maschinengewehr 08 német géppuska repülőgép-fedélzeti változata

Az első világháború végére az összes repülőt géppuskákkal szerelték fel, a vadászgépek megbecsült járművek lettek. A bombázókra is szereltek gépfegyvereket, arra az esetre, ha támadás érné őket.
A második világháborúban legtöbbször már nagyobb kaliberű fegyverekkel, gépágyúkkal harcoltak egymás ellen a repülőgépek, majd a hidegháború korszakára már rakétákat és radart is kaptak.